# Shulamite Corona
Shulamite Corona est une corona, formation géologique en forme de couronne, située sur la planète Vénus par -38,8° S et 284,3° E. Elle est localisée dans le quadrangle de Themis Regio. Elle a été nommée en référence à Shulamite, déesse hébreu de la fertilité. 

## Géographie et géologie
Shulamite Corona couvre une surface circulaire d'environ 275 km de diamètre. 